# 杨诚 (教授)
杨诚（20世纪—），澳门圣若瑟大学前副校长及前国际法讲座教授，加拿大公民，系中国文革后首届（77级）大学生，中国大陆首届（81级）法学硕士研究生，1996年加拿大西门菲萨大学犯罪学学院毕业，获博士学位。中国第十一届全国政协海外华人华侨列席代表。

## 生平
杨教授曾在1984年起在上海华东政法学院任教并主持过比较法学研究机构。1985年获中国律师资格，在上海担任过兼职律师约六年。于1986年和1990年两次作为访问学者赴英国剑桥大学研修。2001年起在澳门大学法学院任教，2002年起在澳门科技大学法学院任教授并担任博士生导师，2005-2007年任副院长。2007年起担任北京师范大学刑事法律科学研究院博士生导师，讲座教授。2008-2010年在汕头大学法学院担任教授并曾担任代院长。此外，他还先后被国家检察官学院、中国政法大学诉讼法研究国家基地、中国人民大学刑事法律研究国家基地、深圳大学、上海市社会科学院法学研究所、华中科技大学、四川大学等多所法学院所授予兼职教授、特约教授、特约研究员等名誉性证书。迄今，杨教授已经用中文或英文讲授过的大学课程有刑法、刑事诉讼法、比较法、犯罪学、刑事司法、国际刑法、国际法、人权法、澳门基本法、国际关系、国际谈判、法律英语、警察学、中国法概论、博士生研究方法、刑事法学专题，联合国刑事司法标准等十多门。
杨博士在1995年至2010年曾任加拿大刑法改革与刑事政策国际中心（联合国刑事司法网络成员）高级研究员和该中心中国项目主任，主管该中心承办并获加拿大国际发展署资助的一系列国家级中加双边刑事司法合作项目达十五年。这些项目是中加两国在司法领域开展的主要合作项目，为两国的司法部门交流及刑事法学合作研究建立了桥梁。中方参与合作的单位包括中国最高人民检察院，最高人民法院，司法部，司法部法律援助中心，北京师范大学刑事法律科学研究院（联合国刑事司法网络成员），中国人民大学刑事法律研究中心（国家社科基地），中国政法大学刑事诉讼法学研究院（国家社科基地），国家检察官学院，中国监狱学会，以及十余个省的司法部门。加拿大参与机构包括联邦司法部，国际刑法改革协会，联邦监狱局，皇家骑警，最高法院及省级法院和省律政厅，省市警察部门，法律援助协会和机构，多所大学的法学院等。其间，还兼任加拿大律师协会和亚洲开发银行等组织的中国法治项目加方专家。
杨教授还是加拿大政府和法院确认的专家证人，曾受加拿大移民部邀请作为加拿大政府的专家证人在加拿大出庭作证，对赖昌星、高山等多起知名中国外逃犯罪嫌疑人案件提供专家意见。他提供的专家证言多次被加拿大法庭采纳。他还曾作为加拿大外交部代表团成员参加中加与中国政府的双边人权对话，并在2002年至2005年兼任联合国人权高级专员办公室的国际专家参与联合国与中国外交部人权法治交流项目的策划和实施活动，交流研讨议题包括死刑、劳教、警务执法、监狱及社区矫正、法官及律师人权培训等。2006年被加拿大温哥华太阳报（The Vancouver Sun)评为当地英屬哥倫比亞有影响力的百位加拿大华人之一。
杨教授发表的各类著作、译著、教材、论文、会议演讲总数达百余件，其中，包括他作为主编或副主编参与编写的二十多部著作。2011年底赵秉志和杨诚共同担任主编的新著《联合国反腐败公约在中国的贯彻》一书出版。该书共100余万字，被视为中国国内关于反腐败公约实施问题“最全面和最权威的一部著作”。杨教授是国际反贪局联合会等国际专业团体的会员，曾担任广东省法学会理事和广东省法学教育研究会代会长。